# Списак носилаца заставе Црне Горе на олимпијским играма
Ово је списак носилаца заставе Црне Горе на олимпијским играма.
Носиоци заставе носе националну заставу своје земље на церемонији отварања олимпијских игара.
| # | Година                       | Носилац         | Спорт          |
| - | ---------------------------- | --------------- | -------------- |
| 6 | 2018. Пјонгчанг (зимске)     | Јелена Вујичић  | Алпско скијање |
| 5 | 2016. Рио де Женеиро (летње) | Бојана Поповић  | Рукомет        |
| 4 | 2014. Сочи (зимске)          | Тарик Хаџић     | Алпско скијање |
| 3 | 2012. Лондон (летње)         | Срђан Мрваљевић | Џудо           |
| 2 | 2010. Ванкувер (зимске)      | Бојан Косић     | Алпско скијање |
| 1 | 2008. Пекинг (летње)         | Вељко Ускоковић | Ватерполо      |